# Чечеліївська сільська рада
| Чечеліївська сільська рада — колишній орган місцевого самоврядування у Петрівському районі Кіровоградської області з адміністративним центром у с. Чечеліївка. Сільській раді підпорядковані населені пункти: - с. Чечеліївка - с. Олександрівка |

## Склад ради
Рада складається з 16 депутатів та голови.

### Керівний склад ради
| ПІБ                       | Основні відомості                                   | Дата обрання | Дата звільнення |
| ------------------------- | --------------------------------------------------- | ------------ | --------------- |
| Когут Михайло Миколайович | Сільський голова, 1952 року народження, освіта      | 26.03.2006   | 31.10.2010      |
| Дяченко Сергій Павлович   | Сільський голова, 1961 року народження, освіта вища | 31.10.2010   | 25.10.2015      |

Примітка: таблиця складена за даними джерела

## Населення
Згідно з переписом УРСР 1989 року чисельність наявного населення сільської ради становила 1553 особи, з яких 699 чоловіків та 854 жінки.
За переписом населення України 2001 року в сільській раді мешкало 1400 осіб.

### Мова
Розподіл населення за рідною мовою за даними перепису 2001 року:
| Мова       | Відсоток |
| ---------- | -------- |
| українська | 97,30 %  |
| російська  | 2,06 %   |
| молдовська | 0,50 %   |
| білоруська | 0,07 %   |